# 无位
无位（無位・むい）とは、律令制において位階を持っていない者。特に官司に仕えて官職に在職しているにもかかわらず、位階を有していない者を指す場合がある。

## 概要
律令制における官職の基本は、官職と位階が対応する官位相当制を採用していた（令外官の場合、官位相当制が採用されていない官職もある）。だが、四等官よりも下の官職でかつ品官の扱いを受けていない官職の中には官位相当を持たない雑任と呼ばれる下級官人が多く存在した。
例えば、神祇官の定員総数は89名であるが官位相当を有する職事官は7名、東西の市司はそれぞれ39名の定員を有していたが職事官は正・佑・令史の3名で価長以下は全員官位相当を有しない雑任であった。こうした雑任の中には初位・八位などの低い位階を持つ者だけでなく、无位であった者も含まれていた。
実際に養老律令などの規定を見ると、无位の官人の存在を前提とした規定が確認できる。例えば、衣服令には无位の服装は黄袍と規定され、雑令には文武官の義務として毎年正月15日に行う薪の進納規定の中で无位は1担と定められている。
こうした无位の官人も考叙の手続に沿って雑任などに補任され、彼らは年功や労を積み重ねて、昇進や位階獲得の機会を伺い、中には考課を経て叙位の機会に恵まれる者もいたがそれは一部の者であったとみられている。だが、その実態については不明な部分が多い。